# 雅加達國際體育場
雅加達國際體育場（英語：Jakarta International Stadium）是印尼雅加達一座綜合體育場，也是印尼甲組聯賽球隊佩斯查雅加達的主場，主要用於舉辦足球賽事及演唱會等大型活動。體育場於2022年落成，可容納82000人，落成後已取代朋卡諾體育場成為印尼最大的體育場。

## 延伸閱讀
- . The Jakarta Post. 2008-12-30. （原始内容存档于2016-03-03）.
- Ambang Priyonggo. . The Jakarta Globe. 2008-12-30. （原始内容存档于2010-01-14）.